# 귀없음증

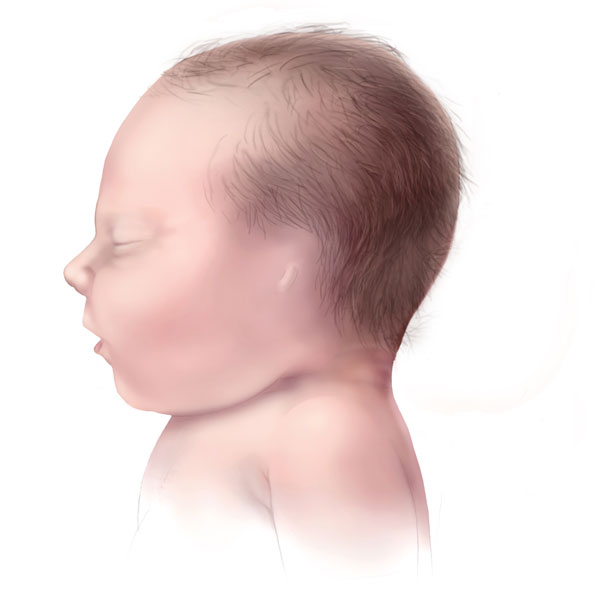

무이(Anotia)는 귓바퀴와 외이도가 완전히 없는 선천성 희귀 기형이다. 귓바퀴의 일부가 존재하는 소이증과는 대조된다. 무이, 소이증 모두 한쪽귀 또는 양쪽귀에 영향을 줄 수 있다. 이 기형은 청력 소실과 귀먹음을 유발한다.